# George Habas
George Habas (arabul: جورج حبش, becenevén al-Hakim, "a bölcs"; Lod, 1926. augusztus 2. – Ammán, 2008. január 26.) keresztény palesztin orvos és politikus, a Palesztina Szabadságáért Népfront alapítója, és egyben vezetője 2000-ig. Ekkor betegsége miatt lemondott tisztségéről és visszavonult. Jordániában halt meg, 2008-ban.

## Élete
George Habas Lodban született egy keresztény ortodox családba. Iskoláinak elvégzését követően, 1945ben a bejrúti Amerikai Egyetemen kezdett orvosi tanulmányokat. Innen az 1948-as arab-izraeli háború miatt hazatért. 1948 júliusában az izraeli csapatok elfoglalták Lodot, a harcok alatt Habas lánytestvére is életét vesztette. Az izraeli hatóságok kiutasították a város arab lakosságát, így Habas és családja is menekültekké váltak. 
A család Jordániában telepedett le, ahol az ifjú Habas folytatta orvosi tanulmányait. Az egyetemen ismerte meg Konstantin Kajszar Zurejk és Szati' al-Huszri arab politikai gondolkodók munkásságát, akik nagy hatással voltak rá. Zurejk kurzusait, ahol az arab nacionalizmus és a "cionista vezzély" jelentőségéről tartott előadásokat, Zurejk látogatta is. 
1951-ben évfolyamelsőként végzett az egyetemen, ezt követően palesztin menekülttáborokban dolgozott Jordániában, és a szintén palesztin menekült Vaddi Haddaddal tartott fenn klinikát Ammánban. Meggyőződésből vallotta, hogy az izraeli államot bármi áron – beleértve az erőszakot is – fel kell számolni. Erre a célra alakította meg 1951-ben az Arab Nemzeti Mozgalmat. 1957-ben részt vett egy sikertelen puccskísérletben Huszejn jordán király ellen, amiért 1958-ban Szíriába menekült, majd innen 1961-ben visszaköltözött Libanonba. Itt került kapcsolatba a Palesztinai Felszabadítási Szervezettel, melynek 1967-ig vezetőségi tagja volt. Mikor azonban 1967-ben a Fatah vezetőjét, Jasszer Arafatot választották a szervezet vezetőjévé, Habas kilépett abból és Vadi Haddaddal együtt megalapította a Palesztina Szabadságáért Népfrontot. 1969-ben a szervezet kongresszusán a résztvevők egy marxista-leninista irányvonal mellett köteleződtek el, ezt a kommunista irányvonalat azóta is megtartotta. 
1970-ben Habas és szervezete kulcsszerepet játszott a Fekete szeptember néven elhíresült katonai konfliktus kirobbantásában, melynek célja Huszejn király meggyilkolása és a politikai rendszer megbuktatása lett volna Jordániában. A palesztin fegyveres felkelés azonban elbukott, a jordán hadsereg megtorló akciójában pedig több ezer palesztin vesztette életét, a PFSZ-t pedig kitiltották Jordániából, székhelyét Bejrútba helyezve át. 
Habas szervezete 1993-ban szakított végleg Arafattal és a PFSZ-szel, az osló-i egyezmény megkötése miatt. Habas és szervezete elutasította az izraeli-palesztin konfliktus kétállami megoldását, megtagadva Izrael állam elismerését. Ebben a kérdésben a radikális iszlamista Hamásszal és a Palesztinai Iszlám Dzsiháddal alakított ki egységfrontot. 
Romló egészsége miatt 2000-ben lemondott a szervezet vezetéséről, átadva helyét Abu Ali Musztafanak (akit rövidesen, az Al-Aksza intifáda alatt meggyilkoltak). Bár visszavonult az aktív politikától, továbbra is részt vett véleményformálóként az általa alapított szervezet tevékenységében. 2008. január 26-án szívrohamban halt meg Ammánban. Mahmúd Abbász palesztin elnök három napos nemzeti gyászt rendelt el Habas emlékére. Amman egyik külvárosi temetőjében temették el az ortodox egyház szertartása szerint. Bár életében megosztó személyiség volt, úgy a Palesztin Nemzeti Hatóság elnöke, Mahmúd Abbász, mint a szélsőséges Hamász vezetője, Iszmáíl Hanije elismerően nyilatkozott róla, méltatva "erőfeszítéseit a független Palesztináért."